# 소미미디어
소미미디어(SomyMedia)는 대한민국의 출판사이다. 주로 라이트 노벨과 장르 소설과 만화를 출판한다.

## 브랜드
- S노벨
- S노벨 플러스
- S 큐브
- S코믹스 - 만화 레이블